# غاري كولمان
غاري كولمان (بالإنجليزية: Gary Coleman)‏ وُلد في 8 فبراير 1968 في زيون، وتوفي في 28 مايو 2010 في بروفو، هو ممثل أمريكي بدأ مسيرته الفنية عام 1974. اشتهر بدور أرنولد جاكسون في المسلسل التلفزيوني «جلطات مختلفة». يتميز بقصر قامته بسبب خلل خلقي. شارك في أكثر من 20 فيلم وأكثر من أربعون مسلسلاً تلفزيونياً.

## وفاته
توفي الممثل الأميركي غاري كولمان وذلك بعد نقله في وضع صحي حرج إلى المستشفى في ولاية يوتاه الأميركية بعد سقوطه على الأرض وتعرضه لإصابة في الرأس. وقال مدير كولمان لموقع مجلة «بيبول» يوم الجمعة إن غاري الذي يبلغ من العمر 42 سنة توفي جراء نزيف في الدماغ بعد سقوطه على الأرض خلال وجوده في منزله. وأصيب كولمان بغيبوبة وكان يتنفس صناعياً خلال وجوده في المستشفى.
من جانبه ذكر موقع «تي أم زي» أن زوجة كولمان شانون هي التي اتخذت قرار وقف تنفسه الصناعي فجر امس، مشيرة إلى أن أعضاء عائلته وأصدقاءه المقربين كانوا إلى جانب سريره عندما توفي.
وعانى كولمان في السابق من مرض كلوي وكان يخضع للغسل الكلوي أربع مرات في الأسبوع. وقال مرة «إن السبب الذي جعلني أبقى على قيد الحياة هو أنه لدي كلية ترفض الاستسلام».
يشار إلى ان كولمان دخل إلى المستشفى في فبراير من نفس العام بعدما شكا من عارض صحي ناجم عن مرض الكلى الذي يشكو منه، كما سبق وأصيب بأزمة صحية مشابهة في يناير 2010.

## وصلات خارجية
- غاري كولمان على موقع IMDb (الإنجليزية)
- غاري كولمان على موقع الموسوعة البريطانية (الإنجليزية)
- غاري كولمان على موقع روتن توميتوز (الإنجليزية)
- غاري كولمان على موقع ألو سيني (الفرنسية)
- غاري كولمان على موقع تيرنر كلاسيك موفيز (الإنجليزية)
- غاري كولمان على موقع أول موفي (الإنجليزية)
- غاري كولمان على موقع قاعدة بيانات الأفلام السويدية (السويدية)
- غاري كولمان على موقع إن إن دي بي (الإنجليزية)
- غاري كولمان على موقع قاعدة بيانات الفيلم (الإنجليزية)
- غاري كولمان على موقع كينوبويسك (الروسية)